# Guarda-si-venes
Guarda-si-venes és un poble agregat al municipi de Guissona, a la Segarra. Està situat a tramuntana, en direcció a Palou. La població és de 31 habitants (padró del 2007), i l'altitud és de 538 m.
És esmentat per primer cop el 1099 amb la consagració de l'església de Guissona. El nom sembla provenir de la frase expressiva «guarda si venen», degut a la seva situació de torre de guaita a la plana de Guissona, evolucionant de Guardiasiveniunt, Guarda si veniunt, Guardasivenen, a Guarda si venes.
L'església de Sant Miquel és d'estil romànic, amb un finestral a la façana d'estil gòtic. Té una talla de fusta del segle xii de la Mare de Déu dita de les Neus, si bé, sense les vestimentes artificioses, resulta que és la imatge de la Mare de Déu alletant el seu fill.
La festa major de Guarda-si-venes se celebra el primer diumenge de maig.
La font principal d'ingressos és l'agricultura, amb la ramaderia com a suplement. Disposa d'una residència de turisme rural, cal Putxet, propietat de la família Pont des del 1833.